# Oteil Burbridge
Oteil Burbridge (Washington, 24 agosto 1964) è un bassista e compositore statunitense celebre per essere il bassista dei Dead & Company e per essere stato a lungo componente dei The Allman Brothers Band, dal 1997 fino allo scioglimento del gruppo, avvenuto nel 2014, nonché per la sua militanza nei Tedeschi Trucks Band.

## Carriera
Iniziò la sua attività musicale a soli 18 anni, in una piccola band. Sul finire degli anni 1980 diventa membro degli Aquarium Resque Unit, gruppo capitanato da Bruce Hampton.
Nel 1997 diventa quindi bassista dello storico gruppo Southern rock The Allman Brothers Band, con i quali inciderà un album in studio e sarà presente in svariati album live e raccolte. 

### Tedeschi Trucks Band
Dal 2010 al 2012 fa il bassista nella Tedeschi Trucks Band, fondata da Derek Trucks, già suo compagno negli Allman Brothers.

### Dead & Company
Nel 2015 prende parte al progetto musicale dei Dead & Company, una jam band in tributo ai Grateful Dead, insieme a Bob Weir, Mickey Hart, Bill Kreutzmann (tre dei quattro componenti originali rimasti del gruppo), al chitarrista John Mayer e al tastierista Jeff Chimenti.

## Discografia

### Solista
- Water in the Desert, 2017